# Bilbrand
En bilbrand er en brand i en bil eller andet motorkøretøj. Bilbrande er særligt farlige, da der fortsat kan befinde sig personer i det brændende køretøj og under branden afgiver mange dele af køretøjet (som f.eks. kunststofdele, dæk osv.) giftige dampe.

## Årsager
En bilbrand kan have flere forskellige årsager:
- En følge af et trafikuheld: Branden opstår ikke nødvendigvis med det samme. Der kan opstå gnister fra udsivende brændstof under såvel selve ulykken som ved det deraf følgende bjergningsarbejde. Derfor skal man om muligt efter ulykken frakoble bilbatteriets stelforbindelse for at gøre køretøjet strømløst. Dette gør dog, at f.eks. havariblinket heller ikke er funktionsdygtigt.
- Bremsning efter en længere nedkørsel fra et bjerg, eller en overophedning på grund af en teknisk defekt kan også udløse en bilbrand. Derfor skal man ved bjergkørsel geare ned og lade bremserne køle af.
- Ødelagte dæk, som oftest på lastbiler med tvillingemontering. Her opdages en dækskade på grund af de mange hjul ikke så hurtigt som på en personbil. Også et for lavt lufttryk i et dæk kan føre til, at dækket overophedes og bryder i brand.
- Beskadigede eller overbelastede elkabler kan også føre til kabelbrand.
- Udsivende brændstof; dette skete tidligere ofte på karburatorer. Brændstoffet løber ud og antændes, når det rammer varme dele i motorrummet eller udstødningssystemet.
- Påsat brand: Hærværk eller forsikringssvindel.

## Forholdsregler
Hvis en bilbrand bekæmpes i de første minutter, er det som oftest nok med en ildslukker eller et brandtæppe, som medføres i det brændende eller et andet køretøj. Hvis man venter på brandvæsenet uden at gøre noget, går der flere minutter som let kan føre til at brandvæsenet ikke kan slukke branden og køretøjet udbrænder fuldstændigt.

## Statistik
I 2020 blev der i Danmark registreret 1.358 bilbrande i benzin- og dieselbiler og 10 bilbrande i el- eller hybridbiler.
I de første ni måneder af 2019 var der i Danmark 648 bilbrande, der af Rigspolitiet blev anset som påsatte.